# Chilcot-Bericht

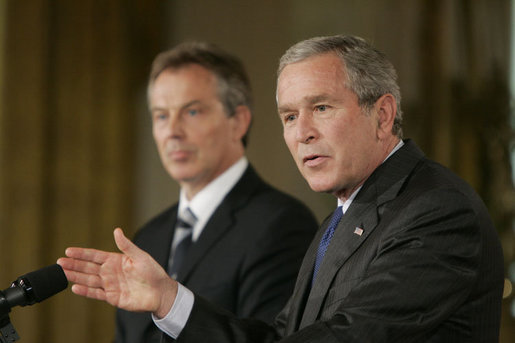
Tony Blair und George W. Bush am 28. Juli 2006

Der Chilcot-Bericht ist nach dem Vorsitzenden der Untersuchungskommission Sir John Chilcot benannt. Der Bericht, der im Englischen meist als „Chilcot Inquiry“ oder „Iraq Inquiry“ bezeichnet wird, stellt die Ergebnisse einer öffentlichen britischen Untersuchung zur Rolle des Landes im Irakkrieg dar. Dabei wird besonders auch die öffentliche Begründung für den Kriegseintritt analysiert. Die Kommission wurde 2009 von Premierminister Gordon Brown (Labour) einberufen. Der Bericht wurde am 6. Juli 2016 mit einer offiziellen Zusammenfassung und mit der vorausgehenden öffentlichen Stellungnahme Chilcots auf der Website des Ausschusses, „Iraq Inquiry“, veröffentlicht.

## Präsentation
Am 6. Juli 2016, dreizehn Jahre nach Beginn des Krieges und gut sieben Jahre nach Einleitung der Untersuchung, wurde der Bericht der Öffentlichkeit vorgelegt. Hauptergebnisse der Untersuchung, die im Bericht begründet werden, sind,
- dass Saddam Hussein zum Zeitpunkt der Invasion keine unmittelbare Gefahr für Großbritannien dargestellt habe.
- dass die Informationen der Nachrichtendienste hinsichtlich Massenvernichtungswaffen ohne gebührende Gewissheit vorgestellt worden seien.
- dass das bewährte Containment als Alternative zum Krieg nicht ausgeschöpft worden sei.
- dass Großbritannien gemeinsam mit den USA die Autorität des UN-Sicherheitsrats untergraben hätte.
- dass die Verfahren zur Absicherung der rechtlichen Begründung des Einsatzes „bei weitem nicht zufriedenstellend“ gewesen seien.
- dass der Krieg im Jahre 2003 die Ziele nicht erreicht hätte.[6][7][8]

Zu einer rechtlichen Beurteilung erklärte sich der Ausschuss außerstande, dies könne nur ein Gericht leisten.
Der Bericht wurde unter einer „Open Government Licence“ zur Verfügung gestellt.

## Anfänge
Gordon Brown hatte die Untersuchung zunächst als Parlamentsuntersuchung (In-Camera-Verfahren) unter Ausschluss von Medien und Öffentlichkeit angekündigt. Die Entscheidung wurde später jedoch Sir John Chilcot als dem Leiter der Untersuchung übertragen. Dieser meinte, „es sei wesentlich, so viele Verfahren wie möglich öffentlich abzuhalten“. Im Juli 2009, als die Untersuchung begann, wurde mitgeteilt, der Ausschuss werde die Befugnis haben, jedes beliebige Dokument anzufordern und jeden britischen Staatsbürger als Zeugen zu befragen. Eine Woche vor Beginn der Anhörung der Zeugen wurde eine Reihe von Dokumenten einschließlich militärischer Berichte an eine Zeitung geleakt, die deutlich machten, dass es Mängel in den Planungen für die Zeit nach dem Krieg gegeben hatte.

## Geschichte
Die Untersuchung wurde von einem Ausschuss von Privy Counsellors vorgenommen. Der Rahmen war mit der Betrachtung der britischen Beteiligung im Irak von 2001 bis 2009 weit gesteckt: Die Entstehung des Konflikts wurde ebenso untersucht, wie die Militäraktionen und die Ereignisse der Folgezeit nach dem militärischen Sieg.
Das Ziel war, festzustellen, wie Entscheidungen getroffen wurden, was tatsächlich geschah und welche Lehren daraus gezogen werden konnten, so dass die Regierung in Zukunft in ähnlichen Situationen in der effektivsten Weise und im besten Interesse des Landes handeln könne.
Die öffentlichen Sitzungen der Untersuchungskommission begannen am 24. November 2009 und schlossen ihre Arbeit am 2. Februar 2011 ab.
2012 verhinderte die Regierung durch ihr Veto die Weiterleitung von Dokumenten an den Ausschuss, die Einzelheiten der Protokolle der Kabinettsversammlungen von den Tagen kurz vor Beginn der Invasion des Irak im Jahre 2003 enthielten. Parallel zu dieser Maßnahme klagte das Foreign Office mit Erfolg gegen eine richterliche Entscheidung und blockierte die Veröffentlichung eines Gesprächs zwischen George W. Bush und Tony Blair, das diese wenige Tage vor der Invasion geführt hatten. Die Regierung begründete die Geheimhaltung damit, dass die Veröffentlichung eine „beträchtliche Gefahr“ für die Beziehungen zwischen den Vereinigten Staaten und Großbritannien darstelle. Der ausführliche Bericht sollte der Öffentlichkeit ursprünglich bis 2014 freigegeben werden, aber wegen der weiteren schwierigen Verhandlungen mit den USA über die Veröffentlichung der Dokumente kam es zu Verzögerungen.
Der Lord-in-Waiting Lord Wallace of Saltaire äußerte zugunsten der Regierungshaltung, es sei „unpassend“, den Bericht im Vorfeld der Wahlen von 2015 zu veröffentlichen. Im August 2015 wurde eine weitere Verschiebung der Veröffentlichung bekanntgegeben, diese könne möglicherweise erst 2016 erfolgen. Grund der erneuten Verschiebung war die sogenannte „Maxwellisation“, die es jeder in einem öffentlichen Bericht angegriffenen Person erlaubte, den Textenwurf vor Fertigstellung und Veröffentlichung zu kommentieren. Chilcot schrieb David Cameron im Oktober 2015 einen Brief, in dem er ankündigte, der Bericht könne bis April 2016 fertiggestellt werden. Er versprach darüber hinaus die Freigabe für Juni oder Juli 2016.

## Mitglieder des Ausschusses
Die Mitglieder des Untersuchungsausschusses wurden von Gordon Brown ausgewählt. Dazu gehörten:
- Sir John Chilcot (Vorsitzender), Diplomat und Beamter im höheren Staatsdienst, vormals Mitglied im Butler Review
- Sir Lawrence Freedman, Militärhistoriker und Professor für Kriegsforschung am King’s College London. Sein Memorandum mit fünf Prüfungskriterien für Militärinterventionen war von Tony Blair bei der Vorbereitung seiner Chicago-Rede benutzt worden.
- Sir Martin Gilbert (geb. 25. Oktober 1936; gest. 3. Februar 2015), Historiker. Er hatte die Invasion des Irak unterstützt und behauptete 2004, George W. Bush und Blair könnten eines Tages „zur Riege der Politiker von Roosevelt and Churchill gehören“[23]
- Sir Roderic Lyne, früherer Botschafter in Russland und bei den Vereinten Nationen in Genf, vorher Privatsekretär von Premierminister John Major
- Baroness Prashar, ein sogenannter crossbencher, Mitglied des Joint Committee on Human Rights, zur damaligen Zeit Vorsitzende der Judicial Appointments Commission

Sekretariatsdienste wurden von Margaret Aldred übernommen.
Berater des Ausschusses
- General Sir Roger Wheeler, früherer Chief of the General Staff und Kommandeur bei den Chief Land Forces.[25]
- Dame Rosalyn Higgins, frühere Präsidentin des Internationalen Gerichtshofs.[26][27]

## Verhandlungen
Nach der Anberaumung am 15. Juni 2009 durch Premierminister Gordon Brown sollten die Beratungen unter Ausschluss der Öffentlichkeit stattfinden. Diese Entscheidung wurde revidiert, nachdem sie von Medien und dem House of Commons kritisiert worden war.
Die Untersuchung begann im Juli 2009, die öffentlichen Anhörungen am 24. November 2009 mit Peter Ricketts, dem Vorsitzenden des Joint Intelligence Committees zur Zeit der Invasion, als erstem Zeugen. Bei der Eröffnung der Sitzungen gab Sir John Chilcot bekannt, die Untersuchung suche nicht nach Schuldigen, sondern wolle „der Sache, die passiert sei, auf den Grund gehen“. Man würde aber auch nicht davor „zurückschrecken“, Kritik zu üben, wenn diese gerechtfertigt sei. Der Ausschuss nahm seine Anhörungen im Januar 2011 erneut auf. Nun war der frühere Premier Tony Blair erster Zeuge.
Das Protokoll vom 29. Oktober
Am 29. Oktober 2009 veröffentlichte die Regierung in Übereinkunft mit dem Ausschuss ein Protokoll zum Umgang mit sensiblen schriftlichen und elektronischen Daten. Der Öffentlichkeit sollten keine Beweismittel bekannt gemacht werden, die aller Wahrscheinlichkeit nach folgende Grundsätze verletzten könnten:
- a) Schutz des öffentlichen Interesses entsprechend den Regeln für Gerichtsverhandlungen in England und Wales, wobei sie folgende Fälle einschlössen, aber auch nicht auf diese beschränkt seien:
  - i) Schutz der nationalen Sicherheit und alles im Interesse der Landesverteidigung oder der Internationalen Beziehungen Stehenden
  - ii) Schutz der wirtschaftlichen Interessen des Vereinigten Königreichs oder eines Teils des Vereinigten Königreichs
- b) Abwehr der Gefährdung des Lebens eines Einzelnen oder einer ernsthaften Schädigung;
- c) Schutz von sensiblen kommerziellen Daten
- d) Schutz der Prinzipien der Schweigepflicht;
- e) Schutz der Stellung der Regierung vor präjudizierenden Informationen in laufenden Verfahren
- f) Beachtung der Rechtsbestimmungen, die in England und Wales nach Abschnitt 17 der Regulation of Investigatory Powers Act 2000 für Verfahren gelten.
- g) Beachtung der Rechtsbestimmungen zur Offenlegung von Informationen des Geheimdienstes des SIS oder GCHQ und der Dreiparteienregelung, die die Nichtveröffentlichung von geheimdienstlichem Material regelt, oder anderer Pflichten und Vereinbarungen zum Schutz sensibler Informationen;
- h) Beachtung des Data Protection Act 1998
- i) Schutz vor Beeinflussung des Verlaufs oder des Ergebnisses einer laufenden gesetzlichen oder strafrechtlichen Ermittlung, die mit den zu veröffentlichenden Materialien in Verbindung steht.

## Zeugen
Der Ausschuss nahm Zeugenaussagen von Politikern auf, einschließlich Kabinettsmitgliedern, von leitenden Verwaltungsbeamten, Richtern und Leitern der Geheimdienste, Diplomaten, meist britischen Botschaftern in USA und Irak, außerdem von hochrangigen Offizieren, darunter früheren Leitern des Generalstabs wie des Verteidigungsstabes und militärischen Einsatzleitern.
Schlüsselzeugen waren Sir Christopher Meyer, früherer Botschafter in den USA; Admiral Lord Boyce, früherer Chief of the Defence Staff; Sir John Scarlett, Chief of the Secret Intelligence Service; Major-General Tim Cross, der höchstrangige britische Offizier im Einsatzgebiet nach der Invasion. Air Chief Marshal Sir Brian Burridge, der Gesamtleiter des Kommandos der britischen Einsatzkräfte während der Invasion.
Tony Blair wurde am 29. Januar 2010 erstmals öffentlich befragt, darauf erneut am 21. Januar 2011. Jedes Mal gab es Proteste außerhalb des Tagungszentrums. Wegen des großen öffentlichen Interesses musste der Zutritt zu den Anhörungen per Losverfahren entschieden werden. Eine Sondererlaubnis wurde den Angehörigen der Kriegsopfer erteilt, von denen einige Blair wütende Anklagen entgegenriefen, als er das zweite Mal vor dem Ausschuss erschien.
Nach Januar 2010 wurden vor allem Politiker und Regierungsbeamte angehört, darunter Alastair Campbell, Tony Blairs Leiter der Abteilung für Kommunikation. Am 2. Februar 2010 erschien die frühere Staatssekretärin für Internationale Entwicklung, Clare Short, im Zeugenstand. Sie kritisierte wiederholt Blair, Staatsanwalt Peter Goldsmith und andere Regierungsvertreter für den von ihr als Täuschung der Parlamentarier wahrgenommenen Versuch der Regierung, die parlamentarische Zustimmung zur Invasion des Irak zu erhalten.
Gordon Brown musste seine Aussage zurückziehen, dass die Militärausgaben jedes Jahr während des Irakkrieges angestiegen seien, da sich diese Einschätzung als unzutreffend erwies.
Nach der Pause wegen der Britischen Unterhauswahlen nahm der Ausschuss am 29. Juni 2010 seine Arbeit wieder auf. Der erste Zeuge war Douglas Brand, Hauptberater in Polizeifragen für das irakische Innenministerium von 2003 bis 2005.
Der letzte öffentliche Zeuge war am 2. Februar 2011 der frühere Außenminister Jack Straw (2001 bis 2006).

## Veröffentlichung
Der abschließende Bericht wurde am 6. Juli 2016 veröffentlicht. Mit 2,6 Millionen Wörtern in 12 Bänden, dazu einer offiziellen Zusammenfassung (Executive Summary), kostete ein ausgedrucktes Exemplar 767 Pfund. Durch Todesfälle im Kriegseinsatz betroffene Familienangehörige erhielten ein Freiexemplar. Der Bericht wurde online veröffentlicht und ist kostenfrei einsehbar.
Der Bericht wurde unter der Open-Government-Lizenz 3.0 veröffentlicht, obwohl diese Lizenz die Veröffentlichung von Material aus Quellen Dritter ausschließt.

## Ergebnisse
Der Bericht – der von BBC News als eine „Verdammung“ (“damning”) beschrieben wurde, von The Guardian als ein „vernichtendes Urteil“ (“crushing verdict”) und von The Telegraph als „schonungslos“ (“scathing”) – enthält ein im Ganzen kritisches Urteil über die Handlungen der Regierung und des Militärs, und zwar in allen Bereichen der Untersuchung, also hinsichtlich der politischen Entscheidungen in der Zeit vor dem Krieg, der militärischen Durchführung und der mangelnden Planung für die Zeit nach dem Krieg, in der es kurz nach dem militärischen Sieg zu Aufständen kam. Richard Norton-Taylor von The Guardian schrieb, der Bericht, der kaum ein stärkeres Verdammungsurteil für Blair enthalten könnte, sei eine noch nie dagewesene vernichtende Anklage der Art und Weise, wie einem Premier Entscheidungen gestattet wurden, bei denen er auch nur den Anschein einer vom Kabinett getragenen Politik vermied, die Geheimdienstarbeit zersetzte und übertriebene Behauptungen zur Frage der Bedrohung der nationalen Sicherheit Großbritanniens aufstellte (“…was an unprecedented, devastating indictment of how a prime minister was allowed to make decisions by discarding all pretence at cabinet government, subverting the intelligence agencies, and making exaggerated claims about threats to Britain’s national security”).

### Mangelnde Kriegsgründe
Der Bericht stellte heraus, dass in der Vorzeit des Krieges nicht alle friedlichen diplomatischen Mittel ausgeschöpft worden waren, um Instabilitäten und die Verbreitung von Massenvernichtungswaffen zu verhindern. Der Krieg sei demnach kein „letztes Mittel“ gewesen. Eine Intervention wäre möglicherweise später erforderlich geworden, aber 2003 habe Saddam Hussein keine unmittelbare Bedrohung dargestellt. Die Mehrheit des Sicherheitsrats der Vereinten Nationen hatte die Fortsetzung der Waffeninspektionen und der Überwachung unterstützt.
Der Bericht zieht Blairs persönliche Überzeugung von einem Kriegsgrund nicht in Zweifel, sondern nur die Weise, wie er die Beweise dafür vorlegte. Der Bericht spricht die Regierungsverwaltung von dem Vorwurf frei, das Irak-Dossier manipuliert zu haben (das „Dodgy Dossier“), das die Behauptung enthielt, der Irak besitze die Fähigkeit, Massenvernichtungswaffen innerhalb von 45 Minuten einzusetzen. Die Verantwortung für die schwache Beweislage sah der Ausschuss stattdessen beim Joint Intelligence Committee.
Besonders der Leiter des Secret Intelligence Service (besser bekannt unter der Bezeichnung MI6), Richard Dearlove wurde als verantwortlich dargestellt. Er hatte Blair die sogenannten „heißen“ Geheimdiensterkenntnisse zu den angeblichen Massenvernichtungswaffen direkt vorgelegt, die angeblich von einem Iraker mit „phänomenalem Zugang“ zu hohen Regierungskreisen der irakischen Regierung stammten. Dieser Iraker sollte später bekannt werden unter dem Codenamen „Curveball“ in der mit International Emmy Awards 2016 preisgekrönten Dokumentation „Krieg der Lügen – Curveball und der Irakkrieg“. Der Wahrheitsgehalt der Unterlagen war zunächst nicht geheimdienstlich bestätigt worden. Die Mitglieder des Ausschusses kamen zu dem Schluss, dass die Hinweise auf diese geheimdienstlichen Mitteilungen in Regierungsberichten mit einer unangemessen hohen Gewissheit dargestellt wurden, Ungewissheiten und Feinheiten seien nicht angemessen betont worden. Der Informant der irakischen Regierungskreise erwies sich später als Lügner. Der Bericht stellt dar, dass das „persönliche Eingreifen“ Dearloves und seine Darstellung der Dringlichkeit dem noch unbestätigten Sicherheitsbericht zusätzliches Gewicht gegeben habe. Auf diese Weise habe der Sicherheitsbericht die Wahrnehmung der Sachlage durch Minister und leitender Regierungsbeamter beeinflusst. Am 7. Juli 2016 gestand Tony Blair zu, dass er die Geheimdienstmeldungen hätte infrage stellen sollen, bevor er sich auf deren Darstellungen zur Rechtfertigung eines militärischen Eingreifens verließ.
Ein Teil des Personals des MI6 hatte selbst Besorgnisse hinsichtlich der Qualität der Quelle geäußert – insbesondere hatte man festgestellt, dass ein unzutreffendes Detail zur Lagerung chemischer Waffen in Glasbehältern aus Michael Bays Film The Rock – Fels der Entscheidung übernommen zu sein schien. Man hatte die Zweifel an der Glaubwürdigkeit der Quelle auch übermittelt. Unbeeindruckt bat jedoch Außenminister Jack Straw den MI6 darum, diese Quelle zu verwenden, um so ein in seiner Wirkung durchschlagendes Nachrichtenmaterial (“silver bullet intelligence”) zur Verfügung zu stellen.

### Unzureichende rechtliche Grundlage
Der Ausschuss befasste sich nicht mit der Legalitätsfrage militärischer Handlungen im Allgemeinen und Besonderen, da dies Aufgabe eines Gerichtes sei, sondern kritisierte ausschließlich das Verfahren der Regierung zur Herstellung der Gewissheit zu den rechtlichen Grundlagen. Sie bewertete dieses Vorgehen als bei weitem nicht zufriedenstellend (“far from satisfactory”). Lord Goldsmith, der Generalstaatsanwalt, hätte einen schriftlichen Bericht an das Kabinett geben müssen, stattdessen wurde er gebeten, ohne umfangreiche Befragungen mündlich seine Gründe darzulegen. Dabei hatte er nicht ausgeführt, was die Grundlage für die Entscheidung sei, ob etwa der Irak die Resolution 1441 der Vereinten Nationen verletzt habe. Goldsmiths Ratschläge hatten sich im Laufe der Zeit geändert. Im Januar 2003 hielt er eine zweite Resolution für erforderlich, im März 2003 erklärte er die Resolution 1441 für ausreichend. Der Chilcot-Berich beschreibt den Druck, den das Regierungsbüro Blairs auf Goldsmith ausübte, um ihn zu einer Meinungsänderung zu bewegen. Indem das Vereinigte Königreich schließlich ohne UN-Resolution in den Krieg eintrat, „unterminierte das Vereinigte Königreich die Autorität des Sicherheitsrats“.

### Das Vereinigte Königreich überschätzte seinen Einfluss auf die Entscheidungen der USA
Der Ausschuss arbeitet heraus, dass Blair versucht hatte, Bush von der Notwendigkeit der Unterstützung der UNO, der europäischen Verbündeten und der arabischen Staaten zu überzeugen. Dabei habe er „seine Fähigkeit überschätzt, die Entscheidungen der USA hinsichtlich des Irak zu beeinflussen“. Blair wird im Bericht persönlich vorgeworfen, den USA gegenüber zu versöhnlich (conciliatory) gewesen zu sein: „Trotz der Bedenken hinsichtlich des Standes der Planungen der USA machte er eine Übereinkunft für eine befriedigende Nachkriegsplanung nicht zur Bedingung einer britischen Teilnahme an militärischen Handlungen“. Der Bericht macht auf den Satz Blairs in einer privaten Mitteilung an Bush aufmerksam: „Ich werde dir/euch beistehen, was immer auch geschieht“ (“I will be with you whatever”). Im Gegensatz zur Behauptung Blairs ermittelte Chilcot, dass das „Besondere Verhältnis zur USA“ (“Special Relationship”) keine fraglose Übereinstimmung zwischen der USA und dem Vereinigten Königreiche bedeute. Der Bericht stellt mehrere vorangegangene Anlässe dar, in denen das eine Land ohne das andere in einen Krieg eingetreten war, ohne dass daraus ein langanhaltender Schaden für die diplomatischen Beziehungen entstanden wäre. Dazu gehörten der Vietnamkrieg und der Falklandkrieg.

### Kriegsvorbereitung und -planung waren „völlig unzureichend“
Der Bericht beurteilte die Planung für die Nachkriegszeit „völlig unzureichend“. Außerdem habe das Verteidigungsministerium (MoD) die Truppen nicht mit angemessener Ausrüstung oder Einsatzplänen versorgt.
Die Minister waren nicht über eine Nachkriegsstrategie im Bilde.
Die anfängliche Planung ging von einem Angriff im Norden aus, aber die Türkei lehnte die Überquerung ihrer Grenze ab. Die Pläne mussten daher völlig verändert werden, was dazu führte, dass zu wenig Zeit zu einer Einschätzung der Gefahren oder zur Vorbereitung der Brigaden blieb.
Soldaten blieben ohne die notwendige Ausrüstung, es fehlt auch an der Versorgung der Hubschrauber, der gepanzerten Fahrzeuge und an Ausrüstung, wie etwa Geräten für Aufklärung. Außerdem war der MoD sehr langsam in seiner Reaktion auf die Bedrohung durch unkonventionelle Spreng- und Brandvorrichtungen (IEDs).
Trotz geäußerter Bedenken von Seiten des Militärpersonals wurden diese nicht in der Planung berücksichtigt. Risiken wie die Entstehung innerer Konflikte im Irak, die iranische Einflussnahme, die regionale Destabilisierung, die Einmischung Al Quaedas seien schon vor der Invasion ausdrücklich identifiziert worden. Ein Machbarkeits-Wahn (“can-do” attitude) unter den militärischen Leitern habe dazu geführt, dass diese mögliche Gefahren und Rückschläge in ihren dienstlichen Mitteilungen heruntergespielt hätten.
Der Bericht beschreibt darüber hinaus besonders die Vorfälle in Basra. Es sei „erniedrigend“ gewesen, dass britische Streitkräfte dort einen Handel mit den Aufständischen abschließen mussten, um Angriffen auf britische Truppen ein Ende zu setzen.

### Die militärischen Handlungen führten nicht zum Ziel
Die Ziele der Militäraktionen wurden nach Angabe des Berichts nicht erreicht, durch den entstehenden irakischen Widerstand wurde Bagdad und der Südosten des Iraks in kurzer Zeit nach der Invasion destabilisiert.
Zur gleichen Zeit war das Vereinigte Königreich am Krieg in Afghanistan seit 2001 beteiligt. Militärkommandeure hätten den Eindruck gehabt, so der Bericht, dass dort das Erfolgspotential größer sei. Dies habe dazu geführt, dass Einsatzkräfte und Ausrüstung wie auch die Aufmerksamkeit der Kommandeure zu späterer Zeit immer mehr nach Afghanistan hin und vom Irak weggelenkt wurde, was die Schwierigkeiten der Truppen im Irak erhöhte.

## Stellungnahmen der Betroffenen und politische Kommentare
In eine Stellungnahme an das Parlament am Abend nach der Freigabe des Berichts lehnte es der damalige Premier der Konservativen, David Cameron, ab, die Frage zu beantworten, ob der Krieg ein Fehler gewesen sei. Er wies Forderungen nach einer Entschuldigung der Conservative Party für ihre Rolle auf dem Weg zum Krieg ab. Er sehe keinen besonderen Sinn darin, alle Argumente des Tages zu wiederholen, man solle sich stattdessen darauf konzentrieren, die Lektion aus dem Geschehenen zu lernen und Fehler in Zukunft zu vermeiden.
Am selben Tag verlautbarte der Sprecher des Innenministeriums der USA John Kirby in der täglichen Pressemitteilung des Weißen Hauses, dass die USA den Bericht nicht kommentieren werde. Journalisten sollten ihre Fragen direkt an britische Stellen richten, da der Fokus der USA nun stärker auf den derzeitigen Herausforderungen im Irak und in Syrien liege als auf einer 13 Jahre früheren Entscheidung.
Jeremy Corbyn, Oppositionsführer und Vorsitzender der Labour Party, der gegen den Militäreinsatz gestimmt hatte, äußerte in einer Rede in Westminster, er entschuldige sich im Namen seiner Partei für die verheerende Entscheidung, die er einen Akt militärischer Aggression nannte. Diese Handlung sei unter einem falschen Vorwand unternommen worden, was seit Langem vom überwältigenden Gewicht der internationalen Meinung als illegal erachtet werde. Corbyn entschuldigte sich insbesondere bei den Kriegsopfern, dem irakischen Volk, den Angehörigen britischer Soldaten, die im Irak starben oder verwundet wurden, und bei den Millionen britischer Bürger, die spüren, „dass unsere Demokratie durch die Art und Weise, wie die Entscheidung zum Krieg angenommen wurde, diffamiert und untergraben wurde“.
Alex Salmond verlautbarte für die Scottish National Party, nach einem solchen „Gemetzel“ würden die Menschen die unvermeidliche Frage stellen, ob der Krieg notwendig gewesen sei und sich gelohnt habe. Chilcots Antwort auf diese Frage sei ein unzweifelhaftes Nein. Der Verantwortliche sei Tony Blair. Es müsse überlegt werden, welche politischen oder rechtlichen Schritte für die Verantwortlichen angemessen seien.
Tony Blair anerkannte, dass der Bericht reelle und substanzielle Kritik an Vorbereitung, Planung, Durchführung und an der Beziehung Großbritanniens zu den USA enthalte. Er zitierte jedoch Abschnitte des Berichts, die seiner Meinung nach die Anschuldigungen der Unehrlichkeit, der Lügen oder der Täuschung entkräften würden. „Ob Menschen mit meiner Entscheidung, militärisch gegen Saddam Hussein vorzugehen, einverstanden sind oder sie ablehnen, ich traf sie in gutem Glauben und im meiner Meinung nach besten Interesse des Landes…. Ich trage die volle Verantwortung für alle Fehler ohne Ausnahme und Entschuldigung. Gleichzeitig möchte ich sagen, dass ich trotzdem glaube, dass es besser war, Saddam Hussein zu beseitigen, und warum ich nicht glaube, dass dies die Ursache für den Terrorismus ist, den wir heute vorfinden, weder im Nahen Osten noch an anderen Orten der Welt“.
Nach der Veröffentlichung des Berichts äußerte John Prescott, früherer stellvertretender Premier, der Krieg sei illegal gewesen.
Englischsprachige Presse
Die Kommentatoren der englischsprachigen Presse waren hinsichtlich der Frage gespaltener Meinung, in welchem Grade der Bericht zeige, dass Blair tatsächlich gelogen und das Parlament absichtlich irregeführt hatte. NBC News äußerte, der Bericht habe es gerade noch vermieden, zu sagen, Blair habe gelogen. Der Hauptkommentator der Financial Times, Philip Stephens, sagte, Blairs „Sünde sei eher eine der Übergewissheit (“certitude”) als der Täuschung gewesen“. Bei Bloomberg View schrieb der dort tätige Eli Lake, der Bericht beweise, dass Blair „nicht seinen Weg in den Irakkrieg hinein erlogen hat“. Corbyn äußerte im Parlament, die Abgeordneten, die für den Krieg stimmten, seien von einer „kleinen Zahl führender Politiker der Regierung irregeführt worden“, die „nicht gerade gewissenhaft vorgingen, um ihr Interesse am Krieg durchzusetzen“. Caroline Lucas, Abgeordnete der englischen Grünen, behauptete, Widersprüche zwischen öffentlichen Äußerungen und privaten Memos an Bush würden beweisen, dass Blair hinsichtlich der Frage „gelogen“ habe, ob der Krieg hätte vermieden werden können. Philippe Sands verlautbarte, der Bericht habe sich absichtlich zurückgehalten, aber die faktischen Beweise so zusammengestellt, dass man auf Lüge, Täuschung oder Manipulation schließen könne.

## Kritik
Der zeitliche Ablauf und die Art der Untersuchung – und insbesondere die Tatsache, dass der Ausschuss seinen Bericht nicht vor Ende der Britischen Unterhauswahlen von 2010 veröffentlichen wollte – führten zu politischen Auseinandersetzungen. Der Vorsitzende der Conservative Party, David Cameron, disqualifizierte den Bericht als Versuch, die Regierung in die Bredouille zu bringen (“an establishment stitch-up”), die Liberal Democrats drohten, den Ausschuss wegen der Behinderung seiner Arbeit zu boykottieren. In einer Parlamentsdebatte zur Einrichtung des Ausschusses kritisierten Abgeordnete aller großen Parteien die Auswahl der Mitglieder durch die Regierung. Abgeordnete wiesen darauf hin, dass kein einziges Mitglied militärisches Expertenwissen aus erster Hand habe, Mitglieder mit nachgewiesener Kenntnis von Befragungstechniken fehlten ebenso wie gewählte Volksvertreter. Die Ernennung Gilberts wurde wegen seines früheren Vergleichs von Blair mit Churchill und Roosevelt kritisiert. Mehrere Abgeordnete sahen in der Regelung, dass Chilcot keine eidesstattlichen Erklärungen fordern könne, einen Mangel des Verfahrens.
Die Liberal Democrats setzten ihre Kritik nach Beginn der öffentlichen Anhörungen fort. Nick Clegg warf der Regierung vor, die Untersuchung zu ersticken (“suffocating”). Dabei bezog er sich auf die Befugnis der Ministerien und Regierungsabteilungen, Teile des endgültigen Berichts mit einem Veto zu sperren. In der Zwischenzeit veranstaltete eine Gruppe von Kriegsgegnern eine Demonstration außerhalb des Tagungsorts. Besorgnisse wurden auch wegen der Sachkunde des Ausschusses laut, besonders hinsichtlich der Thematik der Legalität. Am 22. November 2009 veröffentlichte der frühere britische Botschafter Oliver Miles einen Artikel in der Wochenzeitung Independent on Sunday, in dem er die Unvoreingenommenheit zweier Historiker infrage stellte, die früher Israel unterstützt hätten. In einem diplomatischen Telegramm von der US-Botschaft in London, das im Rahmen von Cablegate bekannt wurde, wird Jon Day zitiert, der Generaldirektor der Sicherheitskräfte des Verteidigungsministeriums. In der Quelle heißt es, er habe den USA versichert, er habe hinsichtlich der Untersuchung „Maßnahmen ergriffen, um eure Interessen zu schützen“ (“Day…is cited having promised the US to have ‘put measures in place to protect your interests’ regarding the inquiry”). Dies wurde als Hinweis darauf interpretiert, dass die Untersuchung eingeschränkt wurde, um die „Peinlichkeiten für die USA so gering wie möglich zu halten“ (“to minimize embarrassment for the United States”).
2012 wurde der Staatsanwalt Dominic Grieve für das Veto kritisiert, das er gegen die Freigabe der Protokolle von Kabinettstagungen ausgesprochen hatte. Dieses Veto wurde von Maßnahmen des Außenministeriums gegen die Veröffentlichung eines Gesprächs zwischen Bush und Blair begleitet. Die Regierung sah darin eine „beträchtliche Gefahr“ für die Beziehungen von USA und Großbritannien. Bei seiner Eingabe an den Ausschuss machte Philippe Sands die Beobachtung, dass 2011 der Independent einen Artikel mit 15 Vorwürfen veröffentlicht hatte, die noch immer zu beantworten seien. Bei einer öffentlichen Versammlung sagte David Owen 2013, der Ausschuss werde daran „gehindert, Auszüge aus Schriftwechseln zwischen Blair und Bush zu veröffentlichen, die er für wichtig hält“. Er beschuldigte dafür Blair und Cameron, die seiner Meinung nach im wechselseitigen Eigeninteresse ausgehandelt hatten, die Veröffentlichung wichtiger Dokumente zu verhindern.
Es stellte sich heraus, dass das Kabinettsbüro die Herausgabe von mehr als 130 Berichten von Gesprächen zwischen Bush und Blair verweigerte, dazu 25 Mitteilungen Blairs an Bush und etwa 200 Gespräche auf Kabinettsebene.
Die als exzessiv betrachtete Dauer bis zur Veröffentlichung wurde weithin kritisiert. Weiterhin wurde bemängelt, dass der Bericht schließlich nur als pdf in elektronischer Form veröffentlicht wurde, einschließlich gescannter Photokopien von Ausdrucken elektronischer Dokumente, statt sie in einem offenen Format zur Verfügung zu stellen.